# 宁国路 (元朝)
宁国路，元朝时设置的路。
至元十四年（1277年），改宁国府置，治所在宣城县（今安徽省宣城市）。辖境相当今安徽省芜湖市以上的水阳江、青弋江流域。属江浙行省。至正十七年（1357年），朱元璋复改为府。